# Åsarna IK
Åsarna IK, grundad den 1 maj 1924, är en svensk idrottsklubb från jämtländska Åsarna med stora framgångar inom längdskidåkning. 

## Historik
Klubben grundades den 1 maj 1924 som Åsarnas Idrottsförening. Nuvarande namnet är från 1 februari 1942, efter en sammanslagning med Åsarna BK. Den jämtländska byn Åsarna kallas ibland Guldbyn på grund av de många OS- och VM-medaljerna. Namnet Guldbyn myntades efter olympiska vinterspelen 1988 i Calgary då 3 av 4 svenska längdskidåkare i herrarnas stafett kom från Åsarna IK.
Åsarna IK har också fostrat flera framstående friidrottare. Anton Bolinder (född 1915), som började hoppa i en grusgrop i Åsarna, blev 1946 Europamästare i höjdhopp (1,99) och löparen John Isberg satte under 1940-talet fem juniorvärldsrekord på 1500 meter med 3.52,2 som bäst. Bägge hade vid de internationella genombrotten bytt till IFK Östersund. Bolinder blev två gånger svensk mästare i höjdhopp.
En bok om Åsarna IK utkom sommaren 2015. Klubbens ordförande sedan 2014, Ingvar Borg (1954–2017), omkom i en snöskoterolycka i december 2017.

## Kända skidåkare från Åsarna IK
- Thomas Wassberg
- Torgny Mogren
- Jan Ottosson
- Lars-Göran Åslund
- Anna Olsson fd Dahlberg
- Mats Larsson
- Jens Burman
- Johan Olsson
- Ida Ingmarsdotter
- Emma Wikén
- Lars Nelson

## Vasaloppsvinnare
- Sofia Lind - 1996, 1997, 1999, 2004 och 2005
- Hans Persson - 1984
- Peter Göransson - 1998
- Jan Ottosson - 1989, 1991, 1992, 1994